# Де ла Крус, Улисес
Улисес де ла Крус (исп. Ulises Hernán de la Cruz Bernoid; род. 8 февраля 1974 в Пичичо, провинция Карчи) — эквадорский футболист, фланговый защитник, выступавший за сборную Эквадора на двух чемпионатах мира и четырёх Кубка Америки, основатель благотворительного фонда FundeCruz, Посол доброй воли ЮНИСЕФ в Эквадоре.

## Биография
Улисес де ла Крус начал играть в футбол в составе юношеской, а затем основной команды «Депортиво Кито» в 16 лет.
В 1990-е годы он успел поиграть в составе сильнейших команд страны — «Барселоны» из Гуаякиля и ЛДУ из Кито. Примечательно, что защитник в финальном матче за чемпионский титул в 1998 году отметился хет-триком в ворота «Эмелека», а ЛДУ выиграл со счётом 7:0.
В 2001—2002 гг. выступал за шотландский «Хиберниан», где успел полюбиться фанатам команды, поскольку помимо уверенных действий в обороне забил два гола в ворота непримиримых соперников из «Харт оф Мидлотиан».
После выступления эквадорской сборной на чемпионате мира 2002 года, де ла Крус был куплен бирмингемской «Астон Виллой», с которой связаны 4 довольно успешных сезона выступлений игрока в английской Премьер-Лиге. Особенно успешными были первые два сезона, когда Улисес был игроком основы. Затем он получил травму и в итоге был вынужден уйти из «Виллы» в «Рединг».
В 2009 году де ла Крус вернулся в ЛДУ, с которым сразу стал обладателем Рекопы, своего первого международного трофея, после чего завоевал первый полноценный международный трофей — Южноамериканский кубок 2009, добавив к нему в следующем году вторую Рекопу.
28 февраля 2013 года, после избрания в законодательное собрание родной провинции, Улисес де ла Крус объявил о завершении футбольной карьеры и посвящении себя политической карьере.
Даже в моменты, когда он не совсем удачно выступал на клубном уровне, де ла Крус всегда призывался под знамёна национальной команды, проведя в её составе в общей сложности около 100 матчей. Де ла Крус принял участие в обоих чемпионатах мира, в которых участвовал Эквадор, став частью той самой команды, которая вошла в число 16 сильнейших на планете в 2006 году. Кроме того, в 1997, 1999, 2001, 2004 и 2007 годах де ла Крус выступал на Кубке Америки.
Улисес де ла Крус является одним из самых популярных футболистов в Эквадоре, чему способствует не только лидерские качества на футбольном поле, но и благотворительная деятельность. Организованный де ла Крусом фонд «FundeCruz» тратит 10 % средств на поддержку одного из самых отсталых регионов страны — Чоты. Фонд имеет регистрацию в Великобритании и во время выступлений Улисеса за «Рединг» поклонники этой команды внесли несколько тысяч фунтов стерлингов в этот фонд. Среди акций, устраиваемых фондом, были, в частности, любительские автогонки «Ruta del Sol» — из Кито в Рио-де-Жанейро. Главные направления работы фонда — поддержка детей, программ по сохранению водных ресурсов, здравоохранение и развитие спорта.

## Титулы
- Чемпион Эквадора (3): 1998, 1999, 2010
- Обладатель Южноамериканского кубка (1): 2009
- Обладатель Рекопы (1): 2009, 2010